# Refugi de Besiberri
El Refugi de Besiberri és un refugi d'alta muntanya propietat de la Federació d’Entitats Excursionistes de Catalunya (FEEC) que està situat a 2.221 metres d'altitud i a la capçalera del barranc de Besiberri, sobre un esperó enlairat damunt l'Estanyet de Besiberri, al vessant occidental del massís del Besiberri, pertanyent al municipi de Vilaller, a la comarca de l'Alta Ribagorça, a la zona perifèrica del Parc Nacional d’Aigüestortes i Estany de Sant Maurici.
És un refugi lliure (no guardat) tipus "bivac", d'estructura metàl·lica prefabricada, que ha estat recoberta de planxes metàl·liques, amb aïllaments tèrmics i acabat interior de fusta, té una capacitat de 9 places per a dormir, i s’inaugurà oficialment el novembre de 2001 per la Federació d’Entitats Excursionistes de Catalunya per substituir l'històric refugi Besiberri, situat a la bretxa de Peyta (2.805 m), entre el Besiberri Nord i la Punta h'Harlè.
L'interior del refugi està equipat amb matalassos, mantes i una emissora d’emergència connectada amb els bombers.
Serveix de base per a travesses cap a la Vall de Boí i la Vall d’Aran, i també d’ascensions i escalades al Massís del Besiberri.

## Accés
A la carretera nacional N-230 que va de Lleida a Vielha, un quilòmetre abans de creuar el Túnel de Vielha trobarem un aparcament situat prop del refugi de Conangles (1.585 m). En aquest punt començarem a caminar fins a l'entrada de Vall de Bessiberri, que remuntarem pel curs del barranc fins l'Estany de Besiberri (1.960 m). Cal vorejar l'estany per pujar per unes suaus pendents fins a un segon estany: L'Estanyet. Just en aquest segon estany sobre un promontori trobarem el refugi. Caldran entre unes 2 hores 30 minuts i 3 hores per superar els 600 metres de desnivell.